# Blue Neighbourhood
| 전문가 평가               | 전문가 평가 |
| 총 점수                   | 총 점수     |
| 출처                      | 점수        |
| ------------------------- | ----------- |
| 메타크리틱                | 80/100      |
| 평가 점수                 |             |
| 출처                      | 점수        |
| AllMusic                  | [ 2 ]       |
| Billboard                 | [ 3 ]       |
| The Guardian              | [ 4 ]       |
| Herald Sun                | [ 5 ]       |
| The Observer              | [ 6 ]       |
| Rolling Stone             | [ 7 ]       |
| Rolling Stone Australia   | [ 8 ]       |
| South China Morning Post  | [ 9 ]       |
| The Sydney Morning Herald | [ 10 ]      |

《Blue Neighborhood》는 호주의 싱어송라이터 트로이 시반의 데뷔 스튜디오 음반이다. 2015년 12월 4일 EMI 뮤직 오스트레일리아와 캐피틀 레코드를 통해 국제적으로 발매되었다.  이 음반에 앞서 시반의 네 번째 EP 《Wild》가 수록되어 있으며, 이 음반은 《Blue Neighborhood》의 6곡 오프닝 곡 역할을 했다.
이 음반은 싱글 〈Wild〉, 〈Youth〉, 〈Talk Me Down〉 그리고 〈Heaven〉을 만들었다. 〈Wild〉는 결국 리믹스되어 알레시아 카라와의 싱글로 재발매되었다.

## 발매 및 홍보
2015년 10월 13일, 시반은 《Wild》가 음반의 오프닝 소개 역할을 했다고 밝혔다. 2015년 10월 15일 미국 등 10개국 아이튠즈 스토어에서 몇 시간 만에 1위에 오르는 등 음반의 사전주문이 시작됐다. 〈Talk Me Down〉은 음반을 미리 주문한 사람들에게 홍보용 싱글로 포함되었고 이전에 발매되기 전에 발매되지 않은 유일한 곡이었다. 《Wild》를 이미 구입한 사람들은 《Blue Neighbourhood》을 구입하기 위해 할인을 받았다. 시반은 또 자신의 사이트에서 음반 로고가 새겨진 점퍼, 노래, CD, 바이닐, 포스터, 디지털 다운로드, 가방, 노트북 등의 분위기에 맞춰 향기를 풍기는 촛불 등을 판매하며 상품다발을 출시했다. 5월 22일, 시반은 2016년 빌보드 뮤직 어워드에서 공연을 했다. 8월 28일, 시반은 2016 MTV 비디오 뮤직 어워드의 사전 쇼에서 공연을 했다. 시반은 음반을 홍보하기 위해 두 번의 콘서트 투어를 시작했는데, 첫 번째는 Blue Neighbourhood Tour이고 나중에는 Suburbia Tour이다.

## 곡 목록
| #   | 제목                        | 작사·작곡                                                          | 프로듀서                    | 재생 시간 |
| --- | --------------------------- | ------------------------------------------------------------------ | --------------------------- | --------- |
| 1.  | 〈Wild〉                    | 트로이 시반, 알렉스 홉                                             | 홉                          | 3:47      |
| 2.  | 〈Fools〉                   | 시반, 홉, 필립 노먼                                                | SLUMS, 알렉스 JL 히우, 노먼 | 3:40      |
| 3.  | 〈Ease (Feat. 브루즈)〉     | 시반, 칼렙 노트, 조지아 노트                                       | C. 노트                     | 3:33      |
| 4.  | 〈Talk Me Down〉            | 시반, 브램 인스코어리, 브렛 맥러플린, 알렉산드라 휴스, 에밀 헤이니 | 헤이니, 인스코어리          | 3:57      |
| 5.  | 〈Cool〉                    | 시반, 홉                                                           | 홉                          | 3:21      |
| 6.  | 〈Heaven (Feat. 베티 후)〉  | 시반, 홉, 잭 안토노프, 그라임스                                    | 안토노프                    | 4:21      |
| 7.  | 〈Youth〉                   | 시반, 인스코어리, 맥러플린, 휴스, 홉                               | 인스코어리, SLUMS, 히우     | 3:05      |
| 8.  | 〈Lost Boy〉                | 웽크, 시반, 인스코어리, 맥러플린, 휴스                             | 인스코어리                  | 3:43      |
| 9.  | 〈For Him. (Feat. 올데이)〉 | 시반, 인스코어리, 맥러플린, 휴스, 톰 게이너                        | 인스코어리                  | 3:29      |
| 10. | 〈Suburbia〉                | 시반, 인스코어리, 맥러플린, 휴스                                   | 인스코어리                  | 3:53      |

## 인증
| 국가                                                            | 인증     | 판매량/출하량 |
| --------------------------------------------------------------- | -------- | ------------- |
| 오스트레일리아 (ARIA)                                           | 플래티넘 | 70,000        |
| 덴마크 (IFPI Danmark)                                           | 골드     | 10,000        |
| 싱가포르 (RIAS)                                                 | 골드     | 5,000*        |
| 대한민국                                                        | —        | 6,600         |
| 영국 (BPI)                                                      | 실버     | 60,000        |
| 미국 (RIAA)                                                     | 골드     | 500,000       |
| *판매량을 기반으로 한 인증 · 판매량+스트리밍을 기반으로 한 인증 |          |               |